# Wachsmannia spathiiformis
Wachsmannia spathiiformis är en stekelart som först beskrevs av Julius Theodor Christian Ratzeburg 1848.  Wachsmannia spathiiformis ingår i släktet Wachsmannia och familjen bracksteklar. Inga underarter finns listade i Catalogue of Life.